# Spiroporococcus ruber
Spiroporococcus ruber är en insektsart som först beskrevs av Arthur W. Parrott och Cockerell 1899.  Spiroporococcus ruber ingår i släktet Spiroporococcus och familjen filtsköldlöss. Inga underarter finns listade i Catalogue of Life.